# 진흥왕 순수비
진흥왕 순수비(眞興王巡狩碑)는 신라 진흥왕이 재위 기간 중 영토를 확장하면서, 그 확장된 지역을 돌아보고(=순수(巡狩)) 정복지에 신라의 영토임을 알리기 위해 세운 비석을 가리킨다. 현존하는 진흥왕 순수비는 4개이며 대한민국에 2개, 북한 지역에 2개가 있다.

## 종류
| 순수비        | 설립 연도 | 소재지                                    | 비고                   |
| ------------- | --------- | ----------------------------------------- | ---------------------- |
| 북한산 순수비 | 555년경   | 서울특별시 용산구 서빙고로 국립중앙박물관 | 대한민국의 국보 제3호  |
| 창녕 척경비   | 561년     | 경상남도 창녕군 창녕읍 교상리 28-1        | 대한민국의 국보 제33호 |
| 황초령 순수비 | 568년     | 함경남도 함흥시 동흥산구역 함흥력사박물관 | 북한 국보 제110호      |
| 마운령 순수비 | 568년     | 함경남도 함흥시 동흥산구역 함흥력사박물관 | 북한 국보 제111호      |

555년에 세워진 북한산비는 조선 후기의 금석학자인 김정희에 의해 고증되었다. 북한산비의 비문을 통해 진흥왕이 한강 하류 지역으로 영토를 확장했음을 알 수 있게 되었고, 561년에 세워진 창녕비는 신라의 대가야 정복 사실을 증명하는 순수비이며, 568년에 세워진 것으로 알려진 황초령비와 마운령비는 신라가 오늘날의 함경도 지방까지 진출 했음을 밝혀 주는 비문이다. 또한 진흥왕의 연호인 대창(大昌)이 황초령비와 마운령비에 새겨져있다. 일제강점기에 최남선이 조사하였다.

## 배경
진흥왕은 정복 전쟁으로 새로 편입한 지역에 기념비를 세웠다. 비석이 세워진 순서를 따라가면 진흥왕의 영토 정복 과정을 확인할 수 있다. 550년 남한강 상류의 단양에는 단양 적성비를 세웠다. 555년 한강 하류에 북한산비를 세웠다.
당시 남한강 유역은 고구려 땅이었고, 중원 고구려비가 근처에 있었다. 진흥왕은 영토를 넓히고 국경 지역을 돌아보며 기념비를 세웠다. 그 뒤 여러 지역에 순수비(巡狩碑)을 세웠는데 순수비는 임금이 돌아본 곳을 기념하여 세운 비석으로 순수는 왕이 자기 영토를 둘러보는 것을 말한다.
561년 낙동강 유역에는 창녕비를 세웠다. 그후 대가야를 정복하였다. 그리고 함경도 지역에는 황초령비(568)와 마운령비(568)를 세웠다. 모두 정복 사업을 기념하기 위한 것이었다. 이 가운데 신라가 한강을 차지했다는 사실을 알려 주는 것은 단양 적성비와 북한산비이다. 단양 적성비는 5세기에 장수왕이 세웠던 중원 고구려비와 매우 가까운 지역에 있다. 서울 근처의 북한산에 세워진 북한산비는 한강을 차지했다는 확실한 증거물이 되고 있다.

## 같이 보기
- 신라 진흥왕

## 참고 자료
- 「고대로부터의 통신」, 진흥왕 순수비, 한국역사연구회 고대사 분과 저, 푸른역사(2004년, 230~239p)
- 「이야기 한국고대사」, 신라의 성장, 조법종 저, 청아출판사(2007년, 237~245p)